# ОКА-2
«ОКА-2» — лёгкий одноместный планёр, сконструированный в 1926 году студентом авиационного факультета Ленинградского политехнического института О. К. Антоновым, построен в том же году в Саратове.

## Описание
Во время летних каникул О. К. Антонов регулярно возвращается в Саратов, где товарищи продолжают работать над конструкцией его второго планёра ОКА-2, который являл собой усовершенствование планёра «Голубь». Создавался из подручных материалов, например, деревянные колёса делались из венских стульев. По конструкции ОКА-2 представлял собой высокоплан с четырьмя подкосами и фермой в качестве фюзеляжа. Эта конструкция затем была взята за основу при постройке планёров «Стандарт I» и «Стандарт II».

## История
На северо-западном склоне Жарина бугра в Саратовской области летом 1926 19-летний О. К. Антонов испытывал свой второй планёр. Первые полёты начиная с мая 1926 длились 25-30 секунд, дистанция таковых достигала всего 300 метров. Летательный аппарат полноценно полетел лишь после того, как обшивку крыла пропитали клейстером, поскольку сквозь мадаполам, которым обтягивали крылья, воздух при движении легко проходил, не создавая подъёмной силы.
На планёре успешно совершили семнадцать полётов, на восемнадцатом же 14-летний кружковец Б. Д. Урлапов (впоследствии известный конструктор транспортных планёров) потерял на развороте скорость и планёр ткнулся крылом в землю и капотировал, выбросив при этом пилота. После этого авиапроисшествия планёр восстановлению не подлежал.